# Lãnh thổ Hải ngoại thuộc Pháp
Lãnh thổ hải ngoại (tiếng Pháp: Territoire d'outre mer, viết tắt TOM), là một cấp hành chính của Pháp và hiện chỉ áp dụng cho Vùng đất phía Nam và châu Nam cực thuộc Pháp.
Việc phân chia này khác biệt với các tỉnh hải ngoại (tiếng Pháp: département d'outre-mer hay DOM), nhưng vì một số đặc thù chung, các DOM và TOM và các lãnh thổ ở nước ngoài có tình trạng hành chính khác được gọi chung là DOM/TOM. Không giống như các vùng lãnh thổ hải ngoại của Anh, chúng là bộ phận không tách rời của nước Cộng hoà Pháp.

## Các vùng lãnh thổ hải ngoại trước đây
- Ấn Độ thuộc Pháp, từ 1946 đến 1954, hiện là Lãnh thổ Liên bang Puducherry của Ấn Độ
- Nouvelle-Calédonie, từ 1946 dến 1999, hiện là Cộng đồng hải ngoại đặc biệt
- Polynésie thuộc Pháp, từ 1946 đến 2003, hiện là cộng đồng Hải ngoại
- Saint Pierre và Miquelon, từ 1946 đến 1976 và từ 1985 đến 2003, hiện là cộng đồng hải ngoại
- Wallis và Futuna, từ 1961 đến 2003, hiện là cộng đồng hải ngoại
- Mayotte, từ 1974 đến 2003, hiện là một tỉnh hải ngoại